# Monrovia, Maryland
Monrovia är en ort i Frederick County i delstaten Maryland, USA.